# Paffelsberg
Der Paffelsberg ist ein Berg des das Siebengebirge nach Norden abdachenden Ennert. Er liegt östlich des rechtsrheinischen Bonner Ortsteils Oberkassel nahe der Stadtgrenze zu Königswinter. Mit einer Höhe von 195,3 m ü. NHN (frühere Angabe: 194,8 m über NN) ist der Paffelsberg die höchste Erhebung Bonns.
Westlich benachbart liegen die Erhebungen Rabenlay und Kuckstein, südöstlich der Juffernberg und südlich die den nördlichen Teil des Siebengebirges dominierende Dollendorfer Hardt. Der Paffelsberg ist wie die umgebenden Höhen bewaldet und steht unter Naturschutz. Er ist nur eine sanft ausgeprägte Höhe und geht nach Norden und Osten in offenes Land über, die Flur „Auf den Dreizehn Morgen“ im Norden und das zu Königswinter gehörende Dorf Vinxel im Osten.